# Skyler Samuels
Skyler Rose Samuels (Los Angeles, 14 aprile 1994) è un'attrice statunitense.

## Biografia
Nata a Los Angeles nel 1994 è figlia di Scott Samuels, membro dell'United States Marshals Service, e Kathy, una produttrice di serie televisive improvvisate. Ha tre fratelli e una sorella: Cody, Harrison, Jack e Heather. Studia Marketing e Proprietà Intellettuale alla Stanford University, facendo inoltre parte della nota confraternita studentesca Kappa Alpha Theta. Il 4 marzo 2024 Skyler ha confermato di essere sposata, mentre nell'aprile 2024 ha rivelato di avere avuto il suo primo figlio.

### Carriera
Debutta in televisione nel 2004 nella serie Drake & Josh, comparendo come guest star in un solo episodio. Ha poi partecipato, sempre come guest star, nelle note serie televisive targate Disney Zack e Cody al Grand Hotel, Raven e ne I maghi di Waverly nel ruolo di Gigi Hollingsworth, la quale compare sia nella prima che nella seconda stagione. Recita poi anche in campo cinematografico: appare infatti nei film The Stepfather e Puzzole alla riscossa, rispettivamente negli anni 2009 e 2010; sempre tra il 2010 e il 2011 è fra i protagonisti di due serie televisive: The Gates e Le nove vite di Chloe King, ma il suo primo ingaggio importante sul grande schermo l'ottiene solo nel 2015 quando viene scelta per prendere parte al film commedia L'A.S.S.O. nella manica.
Dal 2014 lavora principalmente per il piccolo schermo: in quell'anno viene inserita nel cast della quarta stagione di American Horror Story, come ricorrente. L'anno seguente, ottiene il ruolo di protagonista nella commedia horror Scream Queens, a fianco di Emma Roberts, Jamie Lee Curtis e Ariana Grande. L’attrice non prenderà parte alla seconda stagione a causa dei suoi studi universitari. Nel 2017, Samuels entra nel cast ricorrente della serie televisiva Marvel The Gifted, ambientata nell’universo cinematografico degli X-Men, interpretando le tre sorelle mutanti Frost. Nel 2018 viene riconfermata la sua presenza nella seconda stagione della serie, questa volta nel cast principale.

## Filmografia

### Cinema
- Il segreto di David - The Stepfather (The Stepfather), regia di Nelson McCormick (2009)
- Puzzole alla riscossa (Furry Vengeance), regia di Roger Kumble (2010)
- L'A.S.S.O. nella manica (The DUFF), regia di Ari Sandel (2015)
- Sharon 1.2.3., film (2016)
- Masquerade, regia di Shane Dax Taylor (2021)
- Shark 2 - L'abisso (Meg 2: The Trench), regia di Ben Wheatley (2023)

### Televisione
- Drake & Josh – serie TV, episodio 2x07 (2004)
- Zack e Cody al Grand Hotel (The Suite Life of Zack and Cody) – serie TV, episodio 1x02 (2005)
- Raven (That's So Raven) – serie TV, episodio 3x31 (2005)
- Love, Inc. – serie TV, episodio 1x12 (2006)
- I maghi di Waverly (Wizards of Waverly Place) – serie TV, episodi 1x01, 1x07, 2x03 (2007-2008)
- The Gates - Dietro il cancello (The Gates) – serie TV, 13 episodi (2010)
- Le nove vite di Chloe King (The Nine Lives of Chloe King) – serie TV, 10 episodi (2011)
- American Horror Story: Freak Show – serie TV, 4 episodi (2014)
- Scream Queens – serie TV, 13 episodi (2015)
- The Gifted - serie TV, 22 episodi (2017-2019)
- I misteri di Aurora Teagarden (Aurora Teagarden Mystery) – serie TV, 3 episodi (2023-2024)

## Premi e candidature
- 2011 - Teen Choice Awards
  - Nomination - Choice TV: Breakout Star per Le nove vite di Chloe King
  - Nomination - Choice TV: Breakout Show per Le nove vite di Chloe King

## Doppiatrici italiane
Nelle versioni in italiano dei suoi film, Skyler Samuels è stata doppiata da:
- Gemma Donati in I maghi di Waverly, American Horror Story: Freak Show, Scream Queens
- Alessia Amendola in The Gates - Dietro il cancello
- Domitilla D'Amico in Puzzole alla riscossa
- Valentina Favazza ne Le nove vite di Chloe King
- Letizia Ciampa in L'A.S.S.O. nella manica
- Eva Padoan in The Gifted
- Veronica Puccio in Raven
- Gaia Bolognesi in Shark 2 - L'abisso